# NGC 6300
NGC 6300 este o galaxie seyfert de tip 2⁠(d) situată în constelația Altarul. A fost descoperită în 1826 de către James Dunlop. Se află la o distanță de 13,18 megaparseci de Pământ.